# Lellingeria pseudocapillaris
Lellingeria pseudocapillaris är en stensöteväxtart som först beskrevs av Eduard Rosenstock, och fick sitt nu gällande namn av Alan Reid Smith och R. C. Moran. Lellingeria pseudocapillaris ingår i släktet Lellingeria och familjen Polypodiaceae. Inga underarter finns listade.